# 웹 접근성
웹 접근성(web accessibility)은 장애를 가진 사람과 장애를 가지지 않은 사람 모두가 웹사이트를 이용할 수 있게 하는 방식을 가리킨다. 사이트가 올바르게 설계되어 개발되고 편집되어 있을 때 모든 사용자들은 정보와 기능에 동등하게 접근할 수 있다.
웹 접근성에는 다음의 사항들을 고려하여야 한다:
- 시각: 실명, 색각 이상, 다양한 형태의 저시력을 포함한 시각 장애
- 운동성: 파킨슨병, 근육병, 뇌성마비, 뇌졸중과 같은 조건으로 인한 근육 속도 저하, 근육 제어 손실로 말미암아 손을 쓰기 어렵거나 쓸 수 없는 상태
- 청각: 청각 장애
- 발작: 깜박이는 효과나 시각적인 스트로보스코프를 통해 일어나는 뇌전증성 발작
- 인지: 문제 해결과 논리 능력, 집중력, 기억력에 문제가 있는 정신 지체 및 발달 장애, 학습 장애 (난독증, 난산증 등)

## 웹 브라우징에 쓰이는 보조과학기술
웹 브라우징을 할 수 있게 하거나 도움을 주는 등을 목적으로 보조과학기술을 이용할 수 있다.
- 스크린 리더 소프트웨어
- 화면 확대 도구
- 음성 인식
- 키보드 오버레이

## 같이 보기
- 컴퓨터 접근성
- 유니버설 디자인

## 참고 문헌
- Clark, Joe (2003). 《Building Accessible Websites》. New Riders Press. ISBN 0-7357-1150-X.
- Thatcher, Jim; Cynthia Waddell, Shawn Henry, Sarah Swierenga, Mark Urban, Michael Burks, Paul Bohman (2003). 《Constructing Accessible Web Sites》 Reprint판. Apress (Previously by Glasshaus). ISBN 1-59059-148-8.
- Slatin, John; Sharron Rush (2002). 《Maximum Accessibility: Making Your Web Site More Usable for Everyone》. Addison-Wesley Professional. ISBN 0-201-77422-4.
- Paciello, Michael (2000). 《Web Accessibility for People with Disabilities》. CMP Books. ISBN 1-929629-08-7. 2012년 12월 26일에 원본 문서에서 보존된 문서. 2011년 1월 3일에 확인함.
- Bangeman, Eric (2006년 9월 10일). “Judge: ADA lawsuit against Target can proceed”. Ars Technica. 2006년 9월 26일에 확인함.